# 格尔夫海岸 (阿拉巴马州)
格尔夫海岸（英語：Gulf Shores），是美国阿拉巴马州下属的一座城市。面积约为23.16平方英里（约合59.97平方公里）。根据2010年美国人口普查，该市有人口9,741人，人口密度为420.67/平方英里（约合162.43/平方公里）。